# Planet Ska
Planet Ska är det danska skabandet Duck Soups första och enda studioalbum, utgivet 1998 på CD av Sidekicks Records och på LP av DSS Records.

## Låtlista
1. "Mad Duck Bullit" - 3:33
2. "This Is What I Say" - 3:17
3. "Always" - 2:59
4. "Look the Other Way" - 3:42
5. "Read My Lips" - 4:11
6. "Jorden" - 4:50
7. "F.B.I." - 4:30
8. "Stompin'" - 2:56
9. "Girl Like You" - 2:22
10. "Liar" - 2:19
11. "Making Babies" - 2:40
12. "Living Dead" - 1:18

## Singlar

### This Is What They Say
1. "This Is What They Say"
2. "Life"
3. "Shame & Scandle in the Family"
4. "F.B.I." (Dub Mix)

### Fotnoter
1. ↑  ”Planet Ska”. Discogs.com. http://www.discogs.com/Duck-Soup-Planet-Ska/master/317432. Läst 17 april 2012.